# Этолин, Адольф Карлович
Адо́льф Ка́рлович Этолин (швед. Arvid Adolf Etholén; 9 января 1799, Гельсингфорс, Королевство Швеция — 17 (29) марта 1876, Элимяки, Великое княжество Финляндское, Российская империя) — русский исследователь, управляющий Русско-американской компании, контр-адмирал Российского Императорского флота.

## Биография
Родился 9 января 1799 года в Гельсингфорсе в семье бургомистра.
Окончил Морское училище и 1 августа 1817 года был зачислен во флот гардемарином. На шлюпе «Камчатка» под командованием капитана 2-го ранга В. М. Головнина перешёл в Ново-Архангельск.
В июле 1818 года перешёл на службу в Российско-Американскую компанию (РАК). Во время службы на Аляске возглавил ряд экспедиций по изучению берегов и рек Аляски, а также участвовал в астрономическом определении положения островов Беринга, Медного, Атту, Семёнова (Тяхкинак) и Ситхинак. На острове Кадьяк выполнил съемку бухты Чиниак, откорректировал описи Юрия Лисянского. В Бристольском заливе обследовал и дал название заливу Гагемейстера и острову Гагемейстера.
В 1819—1824 годах, командуя катером «Баранов» и бригом «Байкал», доставил зерно бедствовавшим жителям Форт-Росса.
5 августа 1825 года на фрегате «Крейсер» возвратился в Кронштадт.

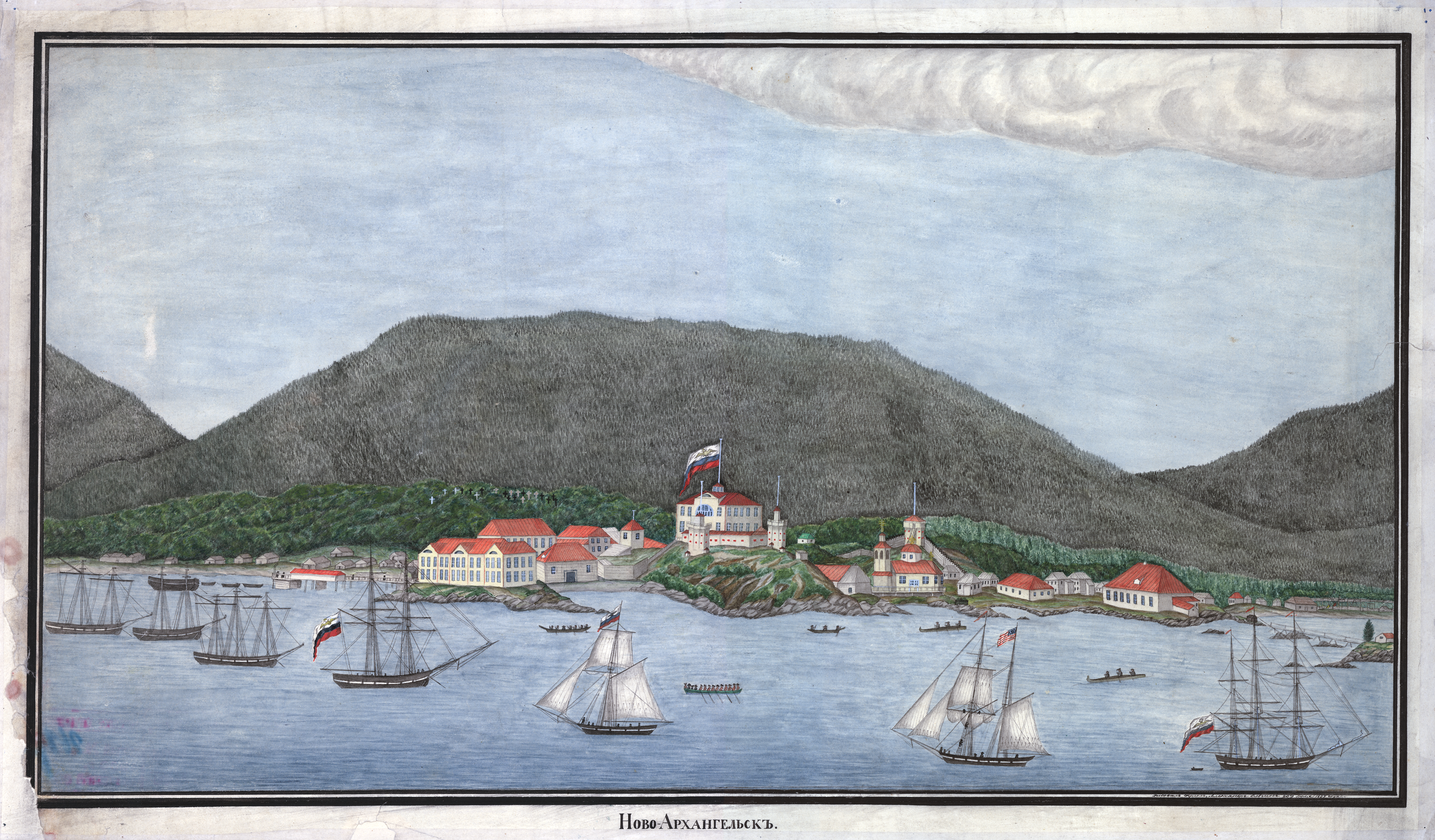
Ново-Архангельск, 1837 год

1 марта 1826 года вновь поступил на службу в Русско-Американскую компанию и выехал через Сибирь в Охотск, а оттуда на компанейском бриге «Охотск» 22 сентября прибыл в Ново-Архангельск. Командуя бригом «Чичагов» и шлюпом «Байкал», плавал в Беринговом, Охотском морях и Тихом океане. Ходил к Курильским островам, в Охотск, Форт-Росс, Сан-Франциско и Монтерей. В 1828 году на острове Уруп основал русскую факторию. В 1833 году исследовал побережье залива Аляска, плавал до Охотска с посещением островов Уналашка и Атха. Там заведовал постройкой компанейского брига «Ситка», который привёл в Русскую Америку. В 1836 посетил Чили. В общей сложности Этолин провёл десять лет на Аляске и вернулся в Россию только в 1837 году.
В течение 1838 года Этолин на корабле «Полтава» находился в практическом плаванье в Балтийском море и Финском заливе. 23 ноября 1838 года произведен в капитаны 2-го ранга с назначением главным правителем Русской Америки, 1 мая 1840 года вновь прибыл в Ново-Архангельск. В этом же году был произведён в капитаны 1-го ранга. Во время правления Этолина продолжилось изучение Аляски, Алеутских островов, устья реки Анадырь и залива Аян. Основаны новые фактории, перестроен пост в Нулато на реке Юкон, значительно расширен кирпичный завод в Кенайском заливе, проведена экспедиция лейтенанта Л. А. Загоскина. Этолин учредил ежегодную ярмарку и школу для индейцев-тлинкитов в Ново-Архангельске, ограничил распространение спиртных напитков. Также во время его правления Российско-Американская компания решила ликвидировать селение Форт-Росс в Калифорнии, продав его Джону Саттеру за 30 тысяч долларов.
16 мая 1845 года Этолин сдал дела и на корабле «Наследник Александр» перешёл в Охотск, где встретился со своим преемником М. Д. Тебеньковым и официально передал ему дела по управлению колонией. Затем отправился в Санкт-Петербург и в начале 1846 года был избран одним из директоров Главного правления Российско-Американской компании. 23 января 1846 года награжден орденом Св. Анны II степени. С 18 декабря 1846 года — член Русского географического общества.
5 марта 1847 года был произведён в чин контр-адмирала с увольнением от службы. Умер 17 (29) марта 1876 года в Элимяки (Великое княжество Финляндское).

## Память
Именем Этолина названы:
- остров на Аляске 56°05′52″ с. ш. 132°21′37″ з. д.HGЯO
- гора на острове Этолина 56°02′ с. ш. 132°16′ з. д.HGЯO
- пролив между материком и островом Нунивак 60°16′31″ с. ш. 165°20′26″ з. д.HGЯO
- залив 60°25′17″ с. ш. 166°08′17″ з. д.HGЯO
- мыс, остров Уруп, Тихий океан 45°47′31″ с. ш. 149°54′26″ в. д.HGЯO
- мыс, Бристольский залив, Берингово море 58°39′52″ с. ш. 158°19′37″ з. д.HGЯO
- мыс, остров Открытие, Берингово море. Открыт в 1821 году В. С. Хромченко
- улица в городе Ситка